# Sati Vallis
La Sati Vallis è una struttura geologica della superficie di Venere.